# Super Bowl XXXII
A Super Bowl XXXII az 1997-es NFL-szezon döntője volt. A mérkőzést Qualcomm Stadionban, San Diegóban játszották 1998. január 25-én. A mérkőzést a Denver Broncos nyerte.

## A döntő résztvevői
A Green Bay Packers volt a címvédő. 13–3-as teljesítménnyel végzett az alapszakaszban, ezzel az NFC második kiemeltjeként jutott a rájátszásba. Erőnyerőként csak a konferencia-elődöntőben kapcsolódott be, ahol a Tampa Bay Buccaneerst verte, majd a konferencia-döntőben idegenben győzte le az első kiemelt San Francisco 49ers-t. A Packers negyedszer játszhatott a Super Bowlért, az előző hármat megnyerte.
A Denver Broncos 12–4-es teljesítménnyel végzett az alapszakaszban, de a saját divíziójában csak a második helyen végzett, ezért az AFC negyedik kiemeltjeként került a rájátszásba. A wild-card fordulóban otthon a Jacksonville Jaguarst győzte le. A konferencia-elődöntőben az első kiemelt Kansas City Chiefst idegenben tudta legyőzni, majd a konferencia-döntőben ismét idegenben a Pittsburgh Steelers ellen is diadalmaskodott. A Broncos ötödször játszhatott a Super Bowlért, az előző négyet elvesztette.

## A mérkőzés
A mérkőzést 31–24-re a Denver Broncos nyerte, amely első Super Bowl-győzelmét szerezte. A legértékesebb játékos a Broncos Running backje, Terrell Davis lett.
| N | Idő   | Drive | Drive | Drive     | Csapat  | Play leírása                                                                             | Pont    | Pont    |
| N | Idő   | Play  | Yard  | Időtartam | Csapat  | Play leírása                                                                             | Packers | Broncos |
| - | ----- | ----- | ----- | --------- | ------- | ---------------------------------------------------------------------------------------- | ------- | ------- |
| 1 | 10:58 | 8     | 76    | 4:02      | Packers | Touchdown. Antonio Freeman 22 yardos átadás Brett Favre-tól. Ryan Longwell jutalomrúgás. | 7       | 0       |
| 1 | 5:39  | 10    | 58    | 5:19      | Broncos | Touchdown. Terrell Davis 1 yardos futás. Jason Elam jutalomrúgás.                        | 7       | 7       |
|   |       |       |       |           |         |                                                                                          |         |         |
| 2 | 14:55 | 8     | 45    | 4:54      | Broncos | Touchdown. John Elway 1 yardos futás. Jason Elam jutalomrúgás.                           | 7       | 14      |
| 2 | 12:21 | 3     | 0     | 1:02      | Broncos | Mezőnygól. Jason Elam 51 yardról.                                                        | 7       | 17      |
| 2 | 0:12  | 17    | 95    | 7:26      | Packers | Touchdown. Mark Chmura 6 yardos átadás Brett Favre-tól. Ryan Longwell jutalomrúgás.      | 14      | 17      |
|   |       |       |       |           |         |                                                                                          |         |         |
| 3 | 11:59 | 6     | 17    | 2:42      | Packers | Mezőnygól. Ryan Longwell 27 yardról.                                                     | 17      | 17      |
| 3 | 0:34  | 13    | 92    | 7:12      | Broncos | Touchdown. Terrell Davis 1 yardos futás. Jason Elam jutalomrúgás.                        | 17      | 24      |
|   |       |       |       |           |         |                                                                                          |         |         |
| 4 | 13:32 | 4     | 85    | 1:39      | Packers | Touchdown. Antonio Freeman 13 yardos átadás Brett Favre-tól. Ryan Longwell jutalomrúgás. | 24      | 24      |
| 4 | 1:45  | 5     | 49    | 1:42      | Broncos | Touchdown. Terrell Davis 1 yardos futás. Jason Elam jutalomrúgás.                        | 24      | 31      |